# Elbira Zipitria
Elbira Zipitria Irastorza (Zumaia, 28 de maig de 1906 - Sant Sebastià, 26 de desembre de 1982) va ser una pedagoga basca, impulsora de l'ensenyament en llengua basca.

## Formació
Quan era nena, la seva família es va traslladar a viure a Sant Sebastià. En aquesta ciutat es va matricular el 1922 per cursar la carrera de mestra de primària, que llavors constava de quatre cursos.
El 1926, en acabar els estudis, va començar a treballar al centre educatiu euskaldun Koruko Andre Mariaren Ikastetxea (Escola Verge del Cor), a Sant Sebastià, fundat i patrocinat per Miguel Muñoa Pagadizabal. Zipitria feia classe a l'alumnat de fins a sis anys.

## República i Guerra Civil
Zipitria va compaginar la seva activitat com a ensenyant en basc amb la militància política i cultural. Va ser membre de la Junta de la Dona Patriòtica (Emakume Abertzale Batza) —l'associació femenina del Partit Nacionalista Basc, de la qual va arribar a ser secretària el 1934—, d'Acció Popular Basca (Euskaltzaleak) i de la Societat d'Estudis Bascos (Eusko Ikaskuntza).
Durant la Guerra Civil espanyola es va veure obligada a refugiar-se a Lapurdi. Primer va estar a Azkaine, després va passar a Ziburu i posteriorment a Sara, d'on va passar a Sant Joan Lohitzune a la fi de 1939.

## El moviment d'ikastoles de postguerra
En acabar la guerra va tornar a Sant Sebastià, on va començar a fer classes particulars a alumnes. El 1943 va reprendre l'ensenyament a grups d'alumnes en basc en habitatges particulars de Sant Sebastià. A partir de 1946 va traslladar la docència al seu domicili del carrer Fermín Calbetón, 26. El nombre d'alumnes augmentava gradualment pel que va haver d'incorporar noves mestres.
La necessitat de noves mestres en basc la va portar a formar-les. Així va fer amb les germanes Amale i Irizar Arzelus. El 1949 va proposar a Amale d'encarregar-se dels nens que acudien a la ikastola sense tenir un bon domini del basc. Aquesta va passar a donar les lliçons al seu propi domicili. Un any més tard, Itziar Arzelus, mestra titulada, va assistir durant uns mesos a les classes d'Elbira, aprenent el seu mètode pedagògic, i va inaugurar al seu domicili familiar una ikastola per a alumnes de tres i quatre anys.
El 1953 es va incorporar al moviment de la ikastola Faustina Karril, qui després de tres mesos de pràctiques aprenent el mètode didàctic d'Elbira, va obrir-ne una, a una habitació llogada, també per a alumnes de tres i quatre anys. Una altra assistent, durant el curs 1952-1953, va anar Karmele Esnal, que posteriorment jugaria un paper fonamental en la creació del Liceo Santo Tomás.
Zipitria va continuar formant joves mestres activitat que va continuar fins a 1968. El 1957 una de les seves deixebles va obrir la primera ikastola de Bilbao, i altres mestres formades per Zipitria van fundar centres a Sant Sebastià i altres poblacions de Guipúscoa. En altres casos, ikastoles que ja existien, com les d'Elgoibar, Lazkao, Beasain i Añorga, van adoptar el mètode de Zipitria. Les mestres formades per Zipitra també van transmetre els seus coneixements a noves generacions.

## Ikastola Orixe
Fins a 1968, les mestres de basc encobrien el seu treball com a classes particulars, ja que només estava permès que una mestra titulada pogués ensenyar fins a deu alumnes. D'aquesta manera impartien el seu ensenyament a alumnes dels tres als nou anys, després de la qual cosa els estudiants havien de realitzar un examen d'ingrés a col·legis de llengua castellana on realitzaven el curs preparatori per posteriorment presentar-se a l'examen d'ingrés al batxillerat.
En el curs 1967-1968 es va establir l'obligatorietat de presentar el Llibre d'Escolaritat per poder estudiar el curs preparatori. Cap ikastola reunia els requisits legals per proporcionar-les. Les autoritats governamentals van prendre mesures, com a registres policials i freqüents visites dels inspectors d'educació, que dificultaven el treball de les ikastoles. Aquestes funcionaven sense autorització governativa i el 19 de juliol de 1968, el governador civil de Guipúscoa, Enrique Oltra Moltó, va prohibir l'obertura de nous centres d'ensenyament sense la corresponent autorització i va obligar a aquells que ja funcionaven a sol·licitar la seva legalització.
Elbira Zipitria es va reunir amb altres professores amb l'objectiu de fundar la ikastola Orixe. El nou centre docent va adoptar la denominació oficial d'Escola Parroquial de Santa Maria, es nomenava com a responsable al rector d'aquesta parròquia, José Elgarresta Iturbe, i tenia com a seu uns locals parroquials. Amb aquestes dades van sol·licitar la legalització el desembre de 1968. L'inspector d'educació va visitar la ikastola el juny de 1969 i encara que va trobar que els nivells de coneixements de l'alumnat eren satisfactoris, així com les tècniques pedagògiques, la Formación del espíritu nacional no s'impartia de forma acceptable. La tramitació va quedar en suspens, però el 8 de setembre de 1970 es va autoritzar finalment l'obertura del centre.
Quan es va jubilar el 1971, va deixar Orixe.